# Franc van Oort
Francesco (Franc) van Oort (Soest, 20 augustus 1953) is een Nederlands graficus.
In zijn jeugd werd Franc beïnvloed door het werk van M.C. Escher. Als zoon van Jean Dulieu groeide hij op in een artistieke familie.
Franc kreeg zijn opleiding van 1972-1975 aan de Rietveld Academie in Amsterdam. Hier behaalde hij tevens de onderwijsbevoegdheid.
Met zijn vrouw Sylvia volgde hij een aantal cursussen in het Canadese Montreal. Bij terugkomst in Nederland werd hij leraar aan zijn oude middelbare school in Nederland.
Na twee jaar hield hij het lesgeven voor gezien en richtte zijn aandacht op het illustreren, aquarel schilderen en etsen. Hij werkte in deze tijd in Molenrij, een dorp naast Kloosterburen dat vaak achterop de lijsten gestempeld staat. Na enkele jaren met tentoonstellingen keerde hij in 1985 met zijn vrouw en beide kinderen terug naar Canada. Ook hier volgden exposities van zijn in totaal meer dan 300 gemaakte etsen. Onderwerpen zijn ontleend aan het landschap in Italië en Canada maar ook maakt hij stillevens en personen of dieren.

## Exposities
- Riverguild Fine Crafts, Perth
- Cornerstone Kingston, Kingston
- Cornerstone Toronto, Toronto